# Кріс Гамфріс

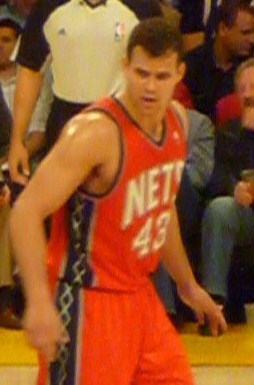
Кріс Гамфріс у січні 2011

Кріс Ната́н Га́мфріс (англ. Kris Nathan Humphries; 6 лютого 1985)  — американський професійний баскетболіст, який виступав за декілька клубів НБА, зокрема за «Нью-Джерсі Нетс» під 43 номером. Грав на позиції важкого форварда.

## Кар'єра у НБА
Гамфріса було обрано на драфті 2004 клубом «Юта Джаз» під 14 загальним номером. У складі «Джаз» Кріс провів 2 сезони, протягом цього часу він набирав у середньому 3.6 очок та 2.7 підбирань за гру.
8 червня 2006 року Гамфріса обміняли у «Торонто Репторз». У сезоні 2006-07 «Репторз» вперше здобули титул чемпіонів дивізіону. 
28 березня 2007 року Гамфріс здійснив 7 підбирань в атаці з 27 хвилин — найкращий результат у грі та в кар'єрі Гамфріса. 13 квітня 2007 року Гамфріс за гру набрав 18 підбирань (з них 9 — під кільцем суперника).
9 липня 2009 Гамфріс перейшов у «Даллас Маверікс».
11 січня 2010 Гамфріса обміняли у «Нетс».
У сезоні 2010-11 Гамфріс набирав у середньому дабл-дабл за гру — 10.4 підбирань та 10.0 очок.

### Статистика кар'єри в НБА

#### Регулярний сезон
| Сезон   | Команда           | GP  | GS  | MPG  | FG%  | 3P%  | FT%  | RPG  | APG | SPG | BPG | PPG  |
| ------- | ----------------- | --- | --- | ---- | ---- | ---- | ---- | ---- | --- | --- | --- | ---- |
| 2004–05 | Юта Джаз          | 67  | 4   | 13.0 | .404 | .333 | .436 | 2.9  | .6  | .4  | .3  | 4.1  |
| 2005–06 | Юта Джаз          | 62  | 2   | 10.0 | .379 | .000 | .523 | 2.5  | .5  | .4  | .3  | 3.0  |
| 2006–07 | Торонто Репторз   | 60  | 2   | 11.2 | .470 | .000 | .671 | 3.1  | .3  | .2  | .4  | 3.8  |
| 2007–08 | Торонто Репторз   | 70  | 0   | 13.2 | .483 | .000 | .605 | 3.7  | .4  | .4  | .4  | 5.7  |
| 2008–09 | Торонто Репторз   | 29  | 0   | 9.1  | .422 | .000 | .792 | 2.4  | .3  | .3  | .2  | 3.9  |
| 2009–10 | Даллас Маверікс   | 25  | 0   | 12.6 | .461 | .000 | .568 | 3.8  | .3  | .3  | .4  | 5.2  |
| 2009–10 | Нью-Джерсі Нетс   | 44  | 0   | 20.6 | .433 | .000 | .699 | 6.4  | .6  | .7  | .8  | 8.1  |
| 2010–11 | Нью-Джерсі Нетс   | 74  | 44  | 27.9 | .527 | .000 | .665 | 10.4 | 1.1 | .4  | 1.1 | 10.0 |
| 2011–12 | Нью-Джерсі Нетс   | 62  | 62  | 34.9 | .481 | .000 | .752 | 11.0 | 1.5 | .8  | 1.2 | 13.8 |
| 2012–13 | Бруклін Нетс      | 65  | 21  | 18.3 | .448 | .000 | .789 | 5.6  | .5  | .2  | .5  | 5.8  |
| 2013–14 | Бостон Селтікс    | 46  | 10  | 19.9 | .501 | .000 | .866 | 5.7  | 1.0 | .4  | .9  | 7.6  |
| 2014–15 | Вашингтон Візардс | 64  | 17  | 21.0 | .473 | .000 | .744 | 6.5  | .9  | .5  | .4  | 8.0  |
| 2015–16 | Вашингтон Візардс | 28  | 14  | 16.6 | .405 | .343 | .935 | 4.1  | .6  | .1  | .5  | 6.4  |
| 2015–16 | Фінікс Санз       | 4   | 3   | 18.5 | .278 | .300 | .750 | 8.0  | 1.8 | .8  | .5  | 7.3  |
| 2015–16 | Атланта Гокс      | 21  | 0   | 14.0 | .465 | .258 | .711 | 3.4  | .6  | .5  | .3  | 6.4  |
| Кар'єра | Кар'єра           | 744 | 199 | 18.2 | .466 | .269 | .696 | 5.5  | .7  | .4  | .6  | 6.8  |

#### Плей-оф
| Сезон   | Команда           | GP | GS | MPG  | FG%   | 3P%  | FT%  | RPG | APG | SPG | BPG | PPG |
| ------- | ----------------- | -- | -- | ---- | ----- | ---- | ---- | --- | --- | --- | --- | --- |
| 2007    | Торонто Репторз   | 6  | 0  | 11.5 | .333  | .000 | .375 | 2.8 | .2  | .2  | .3  | 1.5 |
| 2008    | Торонто Репторз   | 3  | 0  | 0.7  | .000  | .000 | .000 | .0  | .0  | .0  | .0  | .0  |
| 2013    | Бруклін Нетс      | 7  | 0  | 11.9 | .452  | .000 | .429 | 3.3 | .1  | .1  | .4  | 4.4 |
| 2015    | Вашингтон Візардс | 1  | 0  | 5.0  | 1.000 | .000 | .000 | 3.0 | .0  | .0  | .0  | 2.0 |
| Кар'єра | Кар'єра           | 17 | 0  | 9.4  | .439  | .000 | .400 | 2.5 | .1  | .1  | .3  | 2.5 |